# Gudmundita
La gudmundita es un mineral de la clase de los minerales sulfuros, según la clasificación de Strunz que toma su nombre de la localidad de Gudmundstorp (Suecia).
Es de origen de alteración hidrotermal. Los principales yacimientos se hallan en Alemania, Suecia, Noruega, Japón, Australia, etc.